# Psychomyia aigina
Psychomyia aigina är en nattsländeart som beskrevs av Malicky 1997. Psychomyia aigina ingår i släktet Psychomyia och familjen tunnelnattsländor. Inga underarter finns listade i Catalogue of Life.